# Paswan

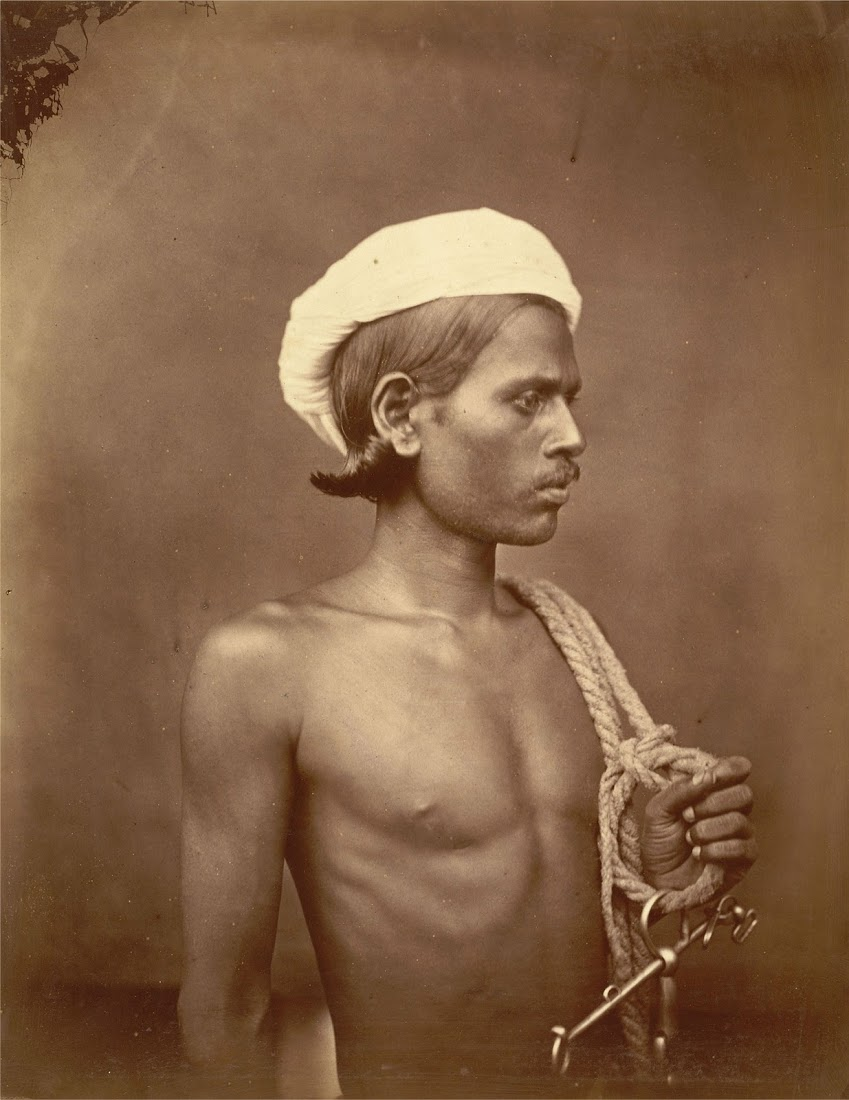
Een Paswan in Bengalen, 1860

De Paswan, ook bekend als Dusadh, zijn een Dalit-gemeenschap uit het oostelijk deel van India. Ze wonen voornamelijk in de staten Bihar, Uttar Pradesh en Jharkhand. Paswan betekent in het Urdu "lijfwacht" of "iemand die verdedigt". Deze oorsprong van het woord ligt volgens de Paswan in hun deelname aan de strijd tegen Siraj-ud-daulah, de Nawab van Bengalen, in opdracht van de Britse Oost-Indische Compagnie, waarna ze werden beloond met de functie van Chowkidars en met lathi's bewapende tollenaars voor de Zamindars. Ze volgen bepaalde rituelen zoals het lopen op vuur om hun moed te tonen.

## Etymologie
De Paswans beweren hun oorsprong te hebben in een aantal folkloristische en epische personages om zo en hogere sociale status te krijgen. Sommige Paswan geloven dat ze afkomstig zijn van Rahu, een bovenmenselijke en een van de planeten in de hindoeïstische mythologie, terwijl anderen beweren dat ze afkomstig zijn van Dushasana, een van de Kaurava- prinsen. Beweringen over de oorsprong van "Gahlot Kshatriya" zijn ook hardnekkig onder sommige kastemen, maar anderen bekijken dergelijke beweringen met minachting, omdat ze niet graag geassocieerd worden met Rajputs.
Er is ook betoogd door sommige Bhumihars dat ze de afstammelingen zijn van kruishuwelijken tussen mannen en vrouwen van twee verschillende kasten. De Paswan-gemeenschap verwerpt deze theorieën echter en stelt dat de oorsprong van de naam 'Dusadh' in Dusadh ligt, wat 'moeilijk te verslaan' betekent.

## Geschiedenis
Ze werden beschouwd als een onaantastbare gemeenschap. In Bihar zijn ze voornamelijk landloos, landarbeiders en zijn ze van oudsher dorpswachters en boodschappers geweest. Vóór 1900 fokten ze ook varkens, met name in Uttar Pradesh en Bihar. De Paswans verdedigen de bezetting van het houden van varkens door het te stellen als een strategie om de moslims tegen te gaan. Ze beweren dat Paswan-meisjes, om zichzelf te beschermen tegen moslims, amuletten droegen die gemaakt waren van varkensbotten en varkens aan hun deuren hielden, gezien de vijandigheid van moslims met varkens. Aangezien Rajputs van Rajasthan ook wilde zwijnen fokten en erop jaagden, wordt dit feit door hen gebruikt om deze bezetting te verdedigen, wat wordt bevestigd door het feit dat na het einde van het Zamindari- systeem de traditionele bezetting van het dienen als bewakers niet in het levensonderhoud kon voorzien van hen.
De Paswans werden ook historisch geassocieerd met krijgsactiviteiten en velen vochten namens de Oost-Indische Compagnie in de 18e eeuw in het Bengaalse leger. De 2011 Census of India voor Uttar Pradesh toonde aan dat de Paswan-bevolking, die is geclassificeerd als een geregistreerde kaste, 230.593 is. Dezelfde telling toonde een bevolking van 4.945.165 in Bihar.
De volksheld van de Paswanen is Chauharmal. Binnen de Paswan-folklore is het verhaal van Chauharmal en Reshma bekend. Reshma, de dochter van een machtige huisbaas uit Bhumihar, haalt Chauharmal over om met haar te trouwen tegen de wil van haar vader in. Uiteindelijk confronteert Chauharmal de vader van zijn geliefde en verslaat hem, wat de overwinning van de gemeenschap op hun Bhumihar- onderdrukkers symboliseert. Andere versies van het verhaal verwerpen deze bekrachtigende boodschap door te beweren dat Chauharmal in een eerdere geboorte in een brahmaanse familie werd geboren, terwijl Reshma als zijn vrouw werd geboren.